# Міріджоая
Міріджоая (рум. Mirigioaia) — село у повіті Муреш в Румунії. Входить до складу комуни Ходак.
Село розташоване на відстані 278 км на північ від Бухареста, 40 км на північний схід від Тиргу-Муреша, 101 км на схід від Клуж-Напоки, 138 км на північ від Брашова.

## Населення
За даними перепису населення 2002 року у селі проживали 34 особи, усі — румуни. Усі жителі села рідною мовою назвали румунську.